# Керрі (фільм, 2002)
«Керрі» (англ. Carrie) — американський фільм жахів 2002 року режисера Девіда Карсона, знятий по однойменному роману Стівена Кінга «Керрі».

## Сюжет
Зацькована дівчинка відкрила в собі здатність до телекінезу. Підлітки за своєю сутністю є жорстокими істотами й не контролюють наслідки своїх жорстоких розіграшів і жартів. Юна Керрі відрізняється від своїх однолітків і це викликає постійні проблеми. Будучи непоказною і сірою, вона змушена день у день терпіти нападки з боку однолітків в школі. А вдома її дістає фанатична жорстока мати. Керрі ніхто не розуміє і не жаліє. Бідній зацькованій дівчинці доводиться все переживати на самоті. Однак розвинувши телекінез, в її житті відбуваються зміни, і вона починає знаходити сенс. Вона знаходить сенс життя і починає вірити в себе. Крім цього, Керрі тепер може за себе постояти. Але одного разу її потужна енергія, яка накопичувалася протягом довгого часу від образи й злості, зможе всім довести, що вона може багато чого.

## У ролях
| Актор            | Роль                 |
| ---------------- | -------------------- |
| Анджела Беттіс   | Керрі Вайт           |
| Патріша Кларксон | Маргарет Вайт        |
| Рена Софер       | міс Ріта Дежардін    |
| Кендіс Макклюр   | Сью Снелл            |
| Емілі де Рейвін  | Кріс Гаргенсен       |
| Джессі Кадотт    | Біллі Нолан          |
| Челан Сіммонс    | Гелен Ширс           |
| Тобіас Мелер     | Томмі Росс           |
| Міхаелла Манн    | Естель Хоган         |
| Девід Кіт        | детектив Джон Малкой |
| Кетрін Ізабель   | Тіна Блейк           |
| Меган Блек       | Норма Вотсон         |
| Ерін Карплюк     | Медлін               |
| Джодель Ферланд  | Керрі в дитинстві    |

## Зйомки
- На прохання Девіда Кіта Брайан Фуллер додав в сценарій діалоги про релігійних поглядах Керрі, які не поділяла її мати.

- Фільм вийшов в ефір рівно через 26 років і один день після виходу в прокат першої екранізації роману, знятої режисером Брайаном Де Пальмою.

- Анджелу Беттіс взяли на головну роль після того, як її помітили у фільмі жахів Мей. Однак, картина вийшла в прокат вже після того, як була показана Керрі.

- Меган Блек одягнена на випускному в ту ж сукню, що і Джулія Робертс на 73-й церемонії вручення премії «Оскар», коли актриса отримала нагороду за головну роль у фільмі «Ейрін Брокович».

- Криваву сцену на випускному знімали три дні.

- Спочатку фільм замислювався, як пілотний епізод телевізійного серіалу, в якому Керрі переїжджає в місто Скіптон, щоб допомогти іншим людям, які володіють телекінезом, впоратися зі своїми здібностями. Однак, через низькі рейтинги канал NBC відмовився від задумки.

## Випуск на DVD
Фільм випускався на ліцензійному DVD лише в першому регіоні.